# Polyancistrus darlingtoni
Polyancistrus darlingtoni är en insektsart som beskrevs av Rehn, J.A.G. 1936. Polyancistrus darlingtoni ingår i släktet Polyancistrus och familjen vårtbitare. Inga underarter finns listade i Catalogue of Life.